# Ent
(Le due torri, p.65, Bompiani 2001.)

Gli Ent come appaiono nel film Il Signore degli Anelli - Le due torri (2002).

Gli Ent sono una razza di Arda, l'universo immaginario creato dallo scrittore inglese J. R. R. Tolkien.

## Etimologia
La parola ent è una parola in anglosassone significante "gigante". Tolkien ritrovò questa parola nelle frasi in anglosassone orþanc enta geweorc ("l'opera di scaltri giganti") e eald enta geweorc ("l'opera antica dei giganti", frase presente in un testo che descrive le antiche rovine romane).
La parola ent, in anglosassone, poteva in effetti riferirsi a qualsiasi creatura grande e vagamente umanoide come giganti, troll e orchi, per cui l'ent, in anglosassone, era probabilmente la più ubiqua tra le creature del fantastico. In inglese moderno questa accezione generalista del termine si è persa, e la parola viene quasi sempre usata in riferimento alle creature descritte da Tolkien.
Sia la parola ent sia la parola norrena jǫtunn, derivano dal proto-germanico *etunaz.

## Storia
Le origini degli Ent sono narrate ne Il Silmarillion. Yavanna, dopo aver appreso che Ilúvatar aveva accettato i Nani di Aulë e prevedendo sia il loro bisogno di legna che il loro poco rispetto nei confronti degli alberi, sue creazioni, si preoccupò per il destino di questi ultimi e ne parlò con Manwë. Manwë allora le riportò il pensiero di Ilúvatar: quando si sarebbero destati i Primogeniti e i Nani, e come previsto nell'Ainulindalë, il pensiero di Yavanna avrebbe richiamato degli spiriti che avrebbero vissuto e vegliato fra alberi e animali, ovvero i Pastori degli Alberi, gli Ent. Il ruolo esistenziale degli Ent è quindi quello di proteggere le creature vegetali dal danno che potrebbero recare loro le altre razze parlanti di Arda quali Elfi, uomini, Nani, Orchi o altre ancora.
Come accennato, gli Ent si risvegliarono poi insieme a Elfi e Nani, quindi molto prima degli Uomini, agli inizi della Prima Era.
Successivamente vissero nelle grandi foreste della Terra di Mezzo, proteggendole dai pericoli. La loro prima apparizione nota alle altre razze parlanti avviene verso la fine della Prima Era, durante la Battaglia di Sarn Athrad, nella quale essi attaccano una banda di Nani in fuga dal Doriath.
Ne Il Signore degli Anelli Barbalbero racconta di un tempo in cui tutto l'Eriador era un'unica immensa foresta e parte del suo dominio, ma grandi regioni erano state successivamente disboscate dai Númenóreani durante la Seconda Era, e una parte della foresta era stata distrutta durante la guerra tra Sauron e gli Elfi intorno all'anno 1700 della Seconda Era.
Nei primi tempi della storia degli Ent esistevano le Entesse (Entwives nell'originale), ma queste si allontanarono gradualmente dai loro compagni, andando a vivere in una regione poi distrutta da Sauron (sempre attorno al 1700 della Seconda Era), le Terre Brune, situate a sud di Bosco Atro e a est di Rohan. La sorte delle Entesse non è nota, ma ne Il Signore degli Anelli (che costituisce la parte della storia del mondo di Tolkien più "moderna", relativa alla fine della Terza Era) si pensa che siano scomparse da tempo, nonostante le ricerche da parte degli Ent continuino. Sentendo i racconti riportati da Samvise Gamgee fra il cugino Al e Ted Sabbioso nei primi capitoli de Il Signore degli Anelli, Barbalbero ipotizza che alle Entesse sarebbe piaciuta la Contea e che probabilmente qualcheduna di loro vi si sia stabilita e che vi dimori ancora. Ciò fa presumere che gli Ent espanderanno le loro ricerche anche nella Contea. Questa ipotesi sembra trovare conferma poiché le Entesse, come dichiarato, avevano insegnato in principio l'agricoltura agli Hobbit quando giunsero nella contea, e che a differenza dei loro compagni gli Ent, le Entesse prediligono coltivare e curare piccoli giardini e giovani alberi da frutto, stesso lavoro che fanno spesso gli Hobbit.

### Eventi deIl Signore degli Anelli
Come narrato ne Le due torri, tra il 28 febbraio ed il 2 marzo dell'anno 3019 della Terza Era Barbalbero convoca un "Entaconsulta", una riunione di Ent, nella foresta di Fangorn. In questa riunione gli Ent discutono l'opportunità o meno di entrare in guerra contro Saruman per contrastare le sue continue devastazioni ai danni degli alberi della foresta di Fangorn. All'entaconsulta non prendono parte attiva ma sono per poco tempo presenti Peregrino Tuc e Meriadoc Brandibuck, i due Hobbit amici e parenti di Frodo Baggins che erano appena fuggiti dalla prigionia degli Orchi.
In seguito all'Entaconsulta, gli Ent abbandonano temporaneamente il loro stile di vita pacato e paziente e muovono guerra a Saruman. Inizia quindi la marcia degli Ent verso la fortezza di Isengard, che viene devastata, e gli Ent imprigionano poi Saruman dentro la sua torre di Orthanc.
Alla fine de Il Signore degli Anelli, dopo la sua incoronazione, Aragorn promette a Barbalbero di lasciare crescere le foreste, ma Barbalbero prevede che, anche se le foreste si spanderanno, gli Ent continueranno a vivere solo nella Foresta di Fangorn, dove si spegneranno gradualmente.

## Caratteristiche
Sebbene fossero già senzienti al tempo del loro risveglio, gli Ent non sapevano come comunicare fino a quando gli Elfi non glielo insegnarono. Barbalbero racconta di come gli Elfi "curarono gli Ent dal loro mutismo" e di come questo fosse stato un grande dono da non dimenticare mai.
La lingua utilizzata degli Ent è l'entese, un'antica lingua in cui i nomi delle cose, delle persone, dei luoghi, comprendono tutti gli epiteti che essi hanno assunto nel corso del tempo, così più una cosa è antica più nomi avrà a causa del mutare del linguaggio e della lingua.
Gli Ent sono una razza estremamente paziente e prudente, con un senso del tempo più adatto agli alberi millenari che ai mortali di breve durata. Difatti, l'Entaconsulta di tre giorni interi (72 ore) viene da loro giudicata come "frettolosa". Tuttavia, sebbene Barbalbero venga descritto da Gandalf come "la cosa vivente più antica della Terra di Mezzo", gli Ent non sono immortali (come invece lo sono gli Elfi, ad esempio). Essi invecchiano, seppure in maniera estremamente lenta; e quelli tra i più vecchi che non muoiono come Ent diventano alberi, "cadendo in letargo" in un luogo e sviluppando foglie e radici, perdendo al contempo ogni forma di coscienza.
Difatti gli Ent assomigliano fisicamente ad alberi, restando molto diversi gli uni dagli altri. Di solito un Ent assomiglia molto al tipo di albero che accudisce. Gli Ent condividono anche alcuni dei poteri come delle debolezze degli alberi: la materia del loro corpo è estremamente simile al legno, per cui è eccezionalmente dura e difficile da ferire, ma vulnerabile al fuoco. Oltre ad essere alti come grandi alberi (Barbalbero è alto "almeno quattordici piedi", ossia circa quattro metri), sono inoltre incredibilmente forti, capaci di rompere roccia e pietra così facilmente da poter spezzare le mura di Isengard come se fossero fatte "di crosta di pane". Anche Barbalbero racconta a Merry e Pipino della grande forza degli Ent. Dal Silmarillion, sembra che Morgoth avesse creato i Troll cercando di imitare gli Ent, ma queste creature, anche se temibili, non arrivano neanche vicino alla potenza dei Pastori degli Alberi.
Come già detto nella sezione Storia, lo scopo degli Ent è quello di difendere le piante dai pericoli, come un pastore fa con il suo gregge; inoltre, durante la Prima Era esistevano delle "Entesse", che alla fine della Terza Era (eventi de Il Signore degli Anelli) saranno però andate perdute. Barbalbero afferma che esse si allontanarono dagli Ent perché, mentre questi ultimi amavano piuttosto le grandi foreste e il corso naturale delle cose, esse amavano piantare e controllare cose, dedicandosi piuttosto alla cura e protezione delle piante tipiche dell'agricoltura, come ad esempio il grano.
Nella Terza Era della Terra di Mezzo, la Foresta di Fangorn sembra essere l'ultimo luogo ancora abitato dagli Ent.
Gli Elfi chiamavano gli Ent Onodrim (il singolare è Onod).

## Ent conosciuti
Nell'arco narrativo de Il Signore degli Anelli, solo sei Ent sono identificati col loro nome.
- Fangorn (Barbalbero)
- Finglas: il suo nome non elfico è Ciuffofoglio (Leaflock). È uno dei tre restanti Ent giunti nei boschi prima dell'Oscurità[non chiaro], insieme a Fangorn (Barbalbero) e Fladrif (Scorzapelle). Ciuffofoglio è quasi caduto in letargo, avendo preso l'abitudine di starsene solo e mezzo addormentato, immobile in mezzo ad un prato per tutta l'estate. Un tempo si svegliava con l'arrivo dell'inverno, ma ormai è troppo sonnolento per muoversi anche in questa stagione. Per questo motivo Barbalbero lo ritiene quasi inutilizzabile per la guerra che incombe.
- Fladrif: il suo nome non elfico è Scorzapelle (Skinbark). Viveva sulle pendici dei monti a ovest d'Isengard. Gli Orchetti di Saruman lo ferirono e uccisero molti membri della sua famiglia e tagliarono molti alberi del suo gregge. Scorzapelle salì quindi in zone più alte delle montagne, tra le betulle che sono le sue piante preferite, rifiutandosi di scendere.
- Bregalad: conosciuto anche come Sveltolampo (Quickbeam), Bregalad è un Ent relativamente giovane del tempo della Guerra dell'Anello. Il nome "Sveltolampo" gli venne dato quando rispose "Sì" prima che un Ent più anziano finisse di fargli una domanda; questo dimostra come fosse insolitamente "frettoloso" per la sua razza. All'Entaconsulta Bregalad mantenne la sua reputazione, mostrando subito di aver deciso di attaccare Isengard, in quanto gli Orchetti di Saruman distrussero la terra dove viveva, essendo un parente di Scorzapelle.
- Fimbrethil: la moglie perduta di Barbalbero, conosciuta anche come Pievagava dal passo leggero (Wandlimb the lightfooted). Come le altre Entesse, Fimbrethil sparì quando le forze di Sauron distrussero i giardini di cui le Entesse si prendevano cura durante la Seconda Era. Al tempo della Guerra dell'Anello, Barbalbero non vede la sua amata Fimbrethil da più di 3000 anni.
- Faggiosso (Beechbone): un Ent che bruciò a causa del fuoco emesso da una delle profonde cavità create da Saruman nella valle di Isengard. Il fatto che arse vivo (e probabilmente perì) aumentò di gran lunga la collera degli altri Ent.